# Elżbieta Urbanowska-Sojkin
Elżbieta Urbanowska-Sojkin (ur. 4 października 1952 w Lesznie) – profesor nauk ekonomicznych, doktor habilitowany w zakresie nauk o zarządzaniu. Żona profesora Bogdana Sojkina.

## Życiorys
Absolwentka Wyższej Szkoły Ekonomicznej w Poznaniu. W 1980 obroniła pracę doktorską System informacyjny w handlu wiejskim w zakresie zaopatrzenia w dobra konsumpcyjne napisaną pod kierunkiem Marka Brojerskiego.
Zatrudniona na stanowisku profesora zwyczajnego Uniwersytetu Ekonomicznego w Poznaniu. Początkowo pracowała w Katedrze Przedsiębiorstw Handlowych, a od 2007 roku kierownik Katedry Zarządzania Strategicznego, działającej w ramach Wydziału Zarządzania Uniwersytetu Ekonomicznego w Poznaniu.
Ponadto pełni funkcje:
- Członka Rady Wydziału Zarządzania,
- Członka Senackiej Komisji ds. Badań Naukowych i Współpracy z Zagranicą,
- Członka Wydziałowej Komisji ds. Badań Naukowych,
- Członka Komitetu Redakcyjnego Ruchu Prawniczego, Socjologicznego i Ekonomicznego,
- Członka Korpusu Ekspertów Narodowego Centrum Nauki[5].

Doktor habilitowany nauk ekonomicznych w dziedzinie nauk o zarządzaniu (specjalność: teoria organizacji i zarządzania) od 01.01.1992 roku. Profesor nauk ekonomicznych od dnia 24.01.2001 roku.

## Aktywność naukowo-badawcza
Jej problematyka badawcza obejmuje:
- zarządzanie strategiczne: wybory strategiczne, implementacja i kontrolowanie,
- informacyjne wspomaganie zarządzania strategicznego (Systemy Wczesnego Ostrzegania),
- ryzyko w zarządzaniu strategicznym, zarządzanie ryzykiem strategicznym,
- kryzys przedsiębiorstwa, metody sanacji,
- kształtowanie konkurencyjności przedsiębiorstw,
- zarządzanie kapitałem intelektualnym przedsiębiorstwa,
- relacje wewnątrz sektora i międzysektorowe.

Zainteresowania badawcze od początku pracy naukowej dotyczą procesu zarządzania przedsiębiorstwem. Obecnie działalność naukowo-badawcza skoncentrowana jest na problemach zarządzania strategicznego oraz ryzyka strategicznego. Przedmiot szczególnego zainteresowania stanowią procesy podejmowania decyzji strategicznych, ich uwarunkowania informacyjne, organizacyjne i behawioralne, a także związane z nimi ryzyko.
Zainteresowania naukowe, ściśle powiązane z problemami praktyki gospodarczej, znajdują odzwierciedlenie w realizowanych badaniach (statutowych Uniwersytetu Ekonomicznego w Poznaniu oraz grantach Narodowego Centrum Nauki), jak również w działalności konsultingowej dla praktyków gospodarczych (szczególnie w zakresie formułowania i wdrażania strategii przedsiębiorstwa, oceny skuteczności wyborów strategicznych, a także ryzyka strategicznego).
Autorka licznych (w tym nagradzanych) publikacji książkowych i artykułowych.

## Publikacje książkowe
- Ryzyko w zarządzaniu strategicznym. Natura i uwarunkowania, [red. nauk.] E. Urbanowska-Sojkin, M. Brzozowski, Wydawnictwo Uniwersytetu Ekonomicznego w Poznaniu, Poznań 2013.
- Ryzyko w zarządzaniu strategicznym. Aspekty podmiotowe i przedmiotowe, [red. nauk.] E. Urbanowska-Sojkin, P. Bartkowiak, Wydawnictwo Uniwersytetu Ekonomicznego w Poznaniu, Poznań 2013.
- Ryzyko w wyborach strategicznych w przedsiębiorstwach, E. Urbanowska-Sojkin, Polskie Wydawnictwo Ekonomiczne, Warszawa 2013.
- Ryzyko w zarządzaniu strategicznym przedsiębiorstwem. Teoria i praktyka, [red. nauk.] E. Urbanowska-Sojkin, Wydawnictwo Uniwersytetu Ekonomicznego w Poznaniu, Zeszyty Naukowe nr 235, Poznań 2012.
- Wybory strategiczne w przedsiębiorstwach, [red. nauk.] E. Urbanowska-Sojkin, Wydawnictwo Uniwersytetu Ekonomicznego w Poznaniu, Zeszyty Naukowe: nr 169 (uwarunkowania), nr 170 (rezultaty ekonomiczne, organizacyjne i społeczne), nr 171 (ujęcie sektorowe), nr 172 (strategie funkcjonalne), Poznań 2011.
- Podstawy Wyborów Strategicznych w Przedsiębiorstwach, [red. nauk.] E. Urbanowska-Sojkin, Polskie Wydawnictwo Ekonomiczne, Warszawa 2011.
- Wybory strategiczne w teorii i praktyce, [red. nauk.] E. Urbanowska-Sojkin, Wydawnictwo Uniwersytetu Ekonomicznego w Poznaniu, Zeszyty Naukowe nr 134, Poznań 2010.
- Praktyka zarządzania strategicznego: studia polskich przypadków, [red. nauk.] E. Urbanowska-Sojkin, Polskie Wydawnictwo Ekonomiczne, Warszawa 2009.
- Zarządzanie strategiczne przedsiębiorstwem, E. Urbanowska-Sojkin, P. Banaszyk, H. Witczak, Polskie Wydawnictwo Ekonomiczne, Warszawa 2007.
- Współczesne metody zarządzania strategicznego przedsiębiorstwem, [red. nauk.] E. Urbanowska-Sojkin, Wydawnictwo Akademii Ekonomicznej w Poznaniu, Poznań 2004.
- Zarządzanie przedsiębiorstwem. Od kryzysu do sukcesu, E. Urbanowska-Sojkin, Wydawnictwo Akademii Ekonomicznej w Poznaniu, Poznań 2003.
- Zarządzanie strategiczne przedsiębiorstwem na przykładach, [red. nauk.] E. Urbanowska-Sojkin, Wydawnictwo Akademii Ekonomicznej w Poznaniu, Poznań 2002.
- Obrót gospodarczy. Organizacja i technika, E. Urbanowska-Sojkin, Wyższa Szkoła Handlu i Rachunkowości, Poznań 2001.
- Zarządzanie marketingowe przedsiębiorstwem handlowym, E. Urbanowska-Sojkin, M. Sławińska, Wydawnictwo Akademii Ekonomicznej w Poznaniu, Poznań 2001.
- Zarządzanie marketingowe przedsiębiorstwem na przykładach, E. Urbanowska-Sojkin, B. Borusiak, J. Mikołajczyk, Wydawnictwo Akademii Ekonomicznej w Poznaniu, Poznań 1996.
- Marketing w zarządzaniu firmą handlową, M. Sławińska, E. Urbanowska-Sojkin, Państwowe Wydawnictwo Ekonomiczne, Warszawa 1995.
- Monitoring przedsiębiorstw handlowych, [red. nauk.] E. Urbanowska-Sojkin, Wydawnictwo Akademii Ekonomicznej w Poznaniu, Zeszyty Naukowe, Poznań 1995.